# Château de Bélesta
Le château de Bélesta est un château du XIIe siècle situé à Bélesta (Pyrénées-Orientales).

## Situation
Le château se situe au cœur du petit village de Bélesta, sur les contreforts orientaux des Pyrénées, à un peu plus de 350 m d'altitude. De là, il domine à la fois les vallées des fleuves Agly et Têt qui, descendant des Pyrénées, se jettent quelques kilomètres plus loin dans la mer Méditerranée.

## Architecture

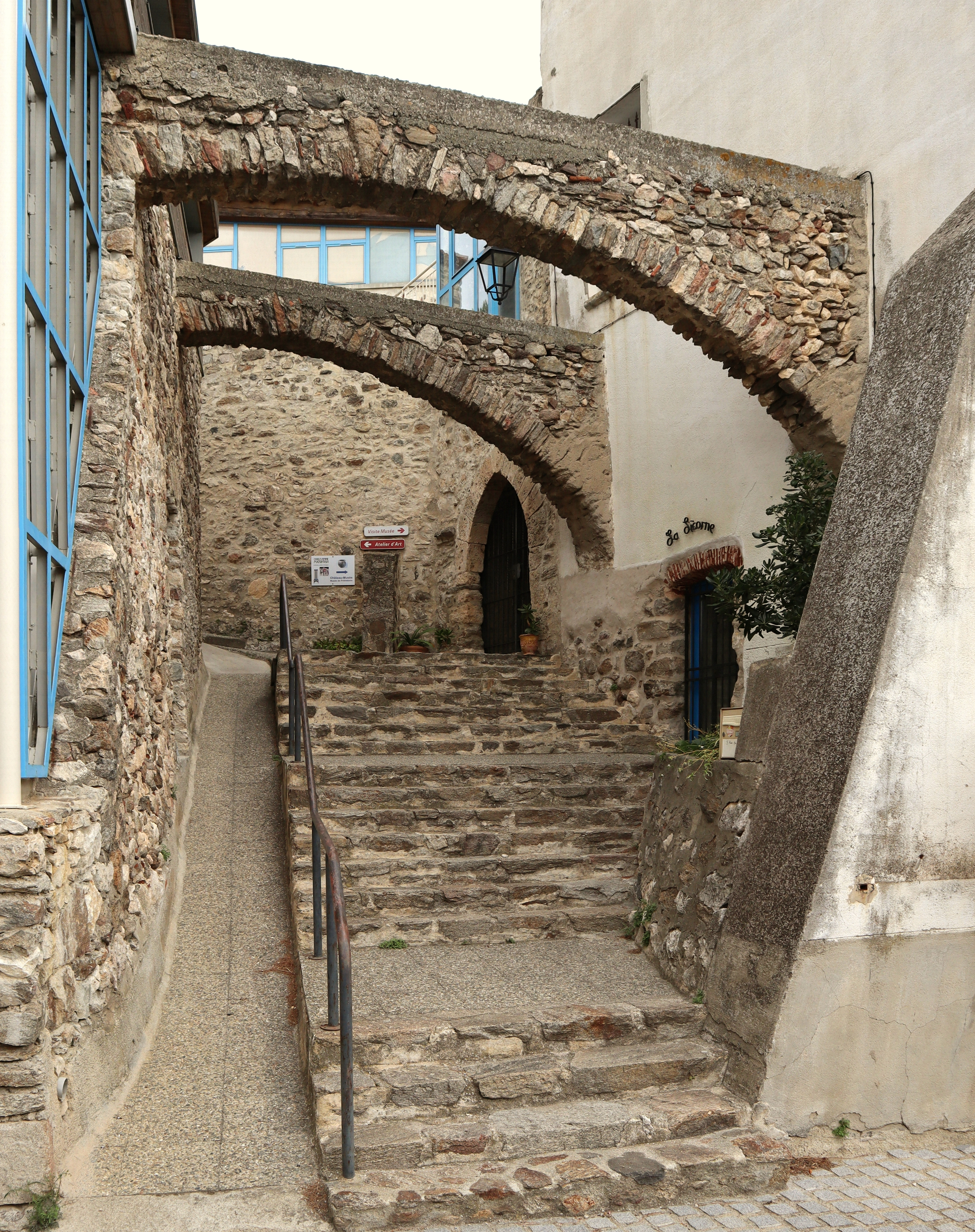
Entrée du château.

Le château, qui s'apparente à une maison forte, est composé d'une tour quadrangulaire datée du XIIe siècle et d'un corps de logis rectangulaire. Les autres bâtiments formaient une cour intérieure. Bâti sur un piton rocheux, ils s'échelonnent sur cinq niveaux.
Parmi les éléments préservés lors de la restauration du château, on trouve une citerne ayant conservé un fragment de son enduit d’étanchéité, une tour à signaux dont les murs font 1,45 m d’épaisseur et dotée d'un plafond voûté, une salle d’armes, et un arc brisé en pierres de taille à l'entrée.
La chapelle castrale, consacrée initialement à Marie-Madeleine, est de style roman. Elle est fortifiée en 1173. Il s'agissait de la chapelle du château jusqu'en 1648, date à laquelle elle est devenue officiellement l'église paroissiale de Bélesta, sous le vocable de saint Barthélémy.

## Historique
Le village de Bélesta et son château sont fondés au XIIe siècle, probablement sur l'emplacement d'une construction plus ancienne. Le château est mentionné dès 1210 : il appartient alors à Béatrix de Bellstar, par ailleurs co-seigneuresse de Vernet en Roussillon.
En 1258, le traité de Corbeil fait passer la frontière entre l'Espagne et la France à proximité de Bélesta, faisant du château une importante place forte pour sa surveillance : Louis IX le fait alors fortifier. En 1312, à propos du château, on parle de castrum de Pulchro Stare (transcription latine du nom catalan :  Belhestar ou Bel Estar, soit la belle ferme). Quelques siècles plus tard cependant, le traité des Pyrénées de 1659 renvoie plus au sud la frontière entre les deux royaumes et Bélesta perd son importance stratégique.
Plusieurs familles possèdent successivement le château. Dans la seconde moitié du XIVe siècle, la seigneurie est tenue par Jean de Belcastell, qui vend en 1371 la moitié de Bélesta à Bérenger III d'Oms. Plus tard, au XVIe siècle, on trouve Jean d'Aiguebelle, seigneur de Bélesta. 
Le fief et le château passent ensuite par mariage à la famille de Niort : François de Niort en est ainsi seigneur en 1662. Cette famille conserve la possession de Bélesta et des terres environnantes de Ségure et de Faste (commune de Tuchan), de Peyreclause et de Jonqueroles (commune de Bélesta), de Rambosc (commune de Bugarach), de Caramany et d'Ansignan. jusqu'à la Révolution française, qui finit par la chasser. La dernière occupante est Raymonde-Raphaëlle de Niort (1759-1810), qui meurt à Ille-sur-Têt après avoir émigré. Le château est un temps réquisitionné, avant d'être abandonné, et de tomber peu à peu en ruines.
En 1983, est découvert un important site archéologique à la Caune de Bélesta, dont les fouilles livrent des objets datant du Néolithique. La mairie décide dès l'année suivante d'acheter le château et de le restaurer afin d'y installer un musée, qui ouvre en 1992.

## Le musée
Sur environ 1000 m2, le musée compte 15 espaces organisés en un circuit qui évoque tour à tour les sciences archéologiques, les fouilles de la Caune de Bélesta, la vie au Néolithique et les découvertes locales (poteries, outils...), ou encore les mégalithes du Roussillon. Une salle est réservée aux expositions temporaires annuelles.
Des panneaux évoquent également l'histoire du châteaux et celle des vestiges préservés lors de la restauration menée dans les années 1980.